# II Исаврийский легион
II Исаврийский легион (лат. Legio II Isaura) — один из легионов поздней Римской империи.
По названию легиона ясно, что он, вероятно, был набран в Исаврии до 278/279 года. Возможно, что основателем этого легиона был император Проб, использовавший его в кампании против горных племен Киликии. Однако, на данный момент эта версия считается недостаточно обоснованной. В начале IV века численность легиона достигла 6 тысяч, но в течение столетия она уменьшилась до 2 тысяч. Он имел статус лимитана и находился в ведении комита Исаврии. В 354 году I Исаврийский, II Исаврийский и III Исаврийский легионы под командованием комита Кастриция успешно защищали Селевкию от разбойников. В 368 году подразделение вновь отражало набеги исавров.
В начале V века легион упоминается в Notitia Dignitatum под командованием военного магистра Востока.